# جيمس ويلسون (سياسي كندي، مواليد 1810)
جيمس ويلسون هو سياسي كندي، ولد في 14 ديسمبر 1810 في Carlow ‏ في جمهورية أيرلندا، وتوفي في 14 مايو 1891 في Bradford, Ontario ‏ في كندا. نشط حزبياً في حزب أونتاريو المحافظ التقدمي. وقد انتخب عضو برلمان مقاطعة أونتاريو عن دائرة Norfolk North ‏ (3 سبتمبر 1867 – 25 فبراير 1871).